# Daniel Mauri
Daniel Mauri Ricardo (Fuengirola, España, 23 de marzo de 1994) es un futbolista español. Juega de delantero y su equipo actual es el Club Deportivo Lealtad de Villaviciosa de la Segunda División B de España.

## Trayectoria
Formado en las categorías inferiores del Málaga CF y de ahí pasó al Atlético Malagueño,  a cuya plantilla ha perteneció durante cinco campañas, siempre compitiendo en el grupo 9 de Tercera División. El delantero fue en la temporada 2015-16 un fijo en las alineaciones de Manel Ruano en el filial blanquiazul, con el que disputó la fase de ascenso a Segunda B.
En verano de 2016, el jugador firma con el Real Murcia

## Clubes
| Club                                   | País   | Temporada | Categoría        | Partidos | Goles |
| -------------------------------------- | ------ | --------- | ---------------- | -------- | ----- |
| Atlético Malagueño                     | España | 2012-2013 | Tercera División | S/D      | S/D   |
| Atlético Malagueño                     | España | 2013-2014 | Tercera División | S/D      | S/D   |
| Atlético Malagueño                     | España | 2014-2015 | Tercera División | S/D      | S/D   |
| Atlético Malagueño                     | España | 2015-2016 | Tercera División | S/D      | S/D   |
| Real Murcia                            | España | 2016-2017 | Segunda B        | S/D      | S/D   |
| Marbella FC                            | España | 2017      | Segunda B        | S/D      | S/D   |
| Club Deportivo Lealtad de Villaviciosa | España | 2017-     | Segunda B        | S/D      | S/D   |